# Albert Benitz
Albert Benitz (* 17. November 1904 in Littenweiler; † 11. März 1979 in Hamburg) war ein deutscher Kameramann.

## Leben
Nach einer Ausbildung zum Sattlergesellen stieß er 1924 zum Film. Bei der Berg- und Sport-Film G.m.b.H. des Bergfilm-Spezialisten Arnold Fanck arbeitete er zunächst als Kameraassistent. Bei den Aufnahmen zu Milak, der Grönlandjäger 1926 war er eigenständiger Kameramann unter seinem Lehrer Sepp Allgeier und auch Darsteller. Gemeinsam mit Sepp Allgeier, Hans Schneeberger, Walter Riml und Richard Angst zählt er zur Freiburger Schule.

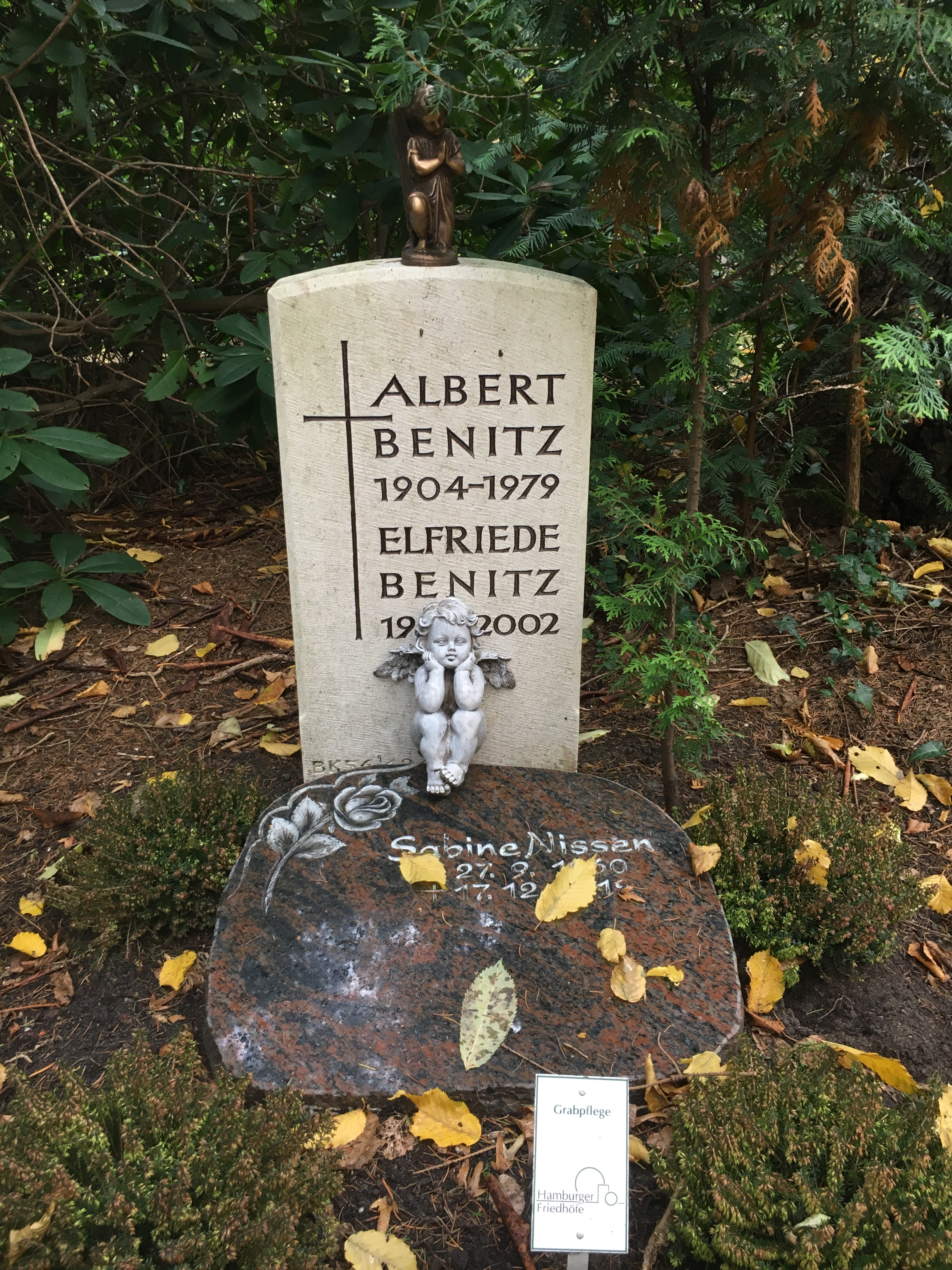
Grabstätte auf dem Friedhof Ohlsdorf

Mit dem Film Der große Sprung begann 1927 seine langjährige Zusammenarbeit mit Luis Trenker, dessen Standardkameramann Benitz wurde. 1928 beteiligte er sich an einer Expedition von Ludwig Kohl-Larsen nach Südgeorgien und arbeitete 1938/39 in Feuerland beim Film Ein Robinson noch einmal für Fanck. 1940 wurde er von Leni Riefenstahl für ihre Opernverfilmung Tiefland engagiert. Vier Jahre war Benitz in der Folge mit den sich dahinziehenden Dreharbeiten beschäftigt.
Nach Kriegsende stand er für zahlreiche Produktionen des bundesdeutschen Films hinter der Kamera. In dieser Schaffensperiode arbeitete er mit Helmut Käutner bei dessen preisgekrönten Filmen Des Teufels General (1955) und Der Hauptmann von Köpenick (1956) zusammen, aber unter anderem auch Kurt Hoffmann gehörte zu den Regisseuren, für die Benitz tätig war. Seine einzige eigene Regiearbeit lieferte er 1949 mit der Liebeskomödie Das Fräulein und der Vagabund. 1960 drehte er mit Die Bande des Schreckens unter der Regie von Harald Reinl seinen einzigen Edgar-Wallace-Film, für die er eine „besonders unheimliche, bisweilen düstere Aufnahmetechnik“ einsetzte.
Benitz starb 1979 in Hamburg, beigesetzt wurde er auf dem Hauptfriedhof Ohlsdorf. Die Grabstätte befindet sich im Planquadrat Bk 56 nordöstlich des Museums im Heckengarten.

## Filmografie
- 1926: Der heilige Berg
- 1927: Der große Sprung
- 1928: Milak, der Grönlandjäger (auch Darsteller)
- 1928: Das weiße Stadion
- 1929: 'Roah-Roah!' Der Schrei der Sehnsucht
- 1930: Der Sohn der weißen Berge
- 1931: Berge in Flammen
- 1932: Der Rebell
- 1934: Der verlorene Sohn
- 1934: Abenteuer eines jungen Herrn in Polen
- 1936: Der Kaiser von Kalifornien
- 1937: Condottieri
- 1937: Der Berg ruft
- 1939: Vorbereitung und Durchführung der Parade der Wehrmacht am 20. April 1939
- 1940: Der Feuerteufel
- 1940: Ein Robinson
- 1940/54: Tiefland
- 1943/48: Im Banne des Monte Miracolo
- 1944: Aufruhr der Herzen
- 1945: Am Abend nach der Oper
- 1945: Das seltsame Fräulein Sylvia
- 1947: Zugvögel
- 1948: Die Zauberschere
- 1948: Menschen in Gottes Hand
- 1948: Stadtmeier und Landmeier
- 1948: Sie sind nicht gemeint
- 1948: Die Söhne des Herrn Gaspary
- 1949: Diese Nacht vergess ich nie!
- 1949: Martina
- 1949: Das Fräulein und der Vagabund (nur Regie)
- 1950: Der Fall Rabanser
- 1950: Dreizehn unter einem Hut
- 1950: Taxi-Kitty
- 1950: Lockende Gefahr
- 1951: Kommen Sie am Ersten
- 1951: Engel im Abendkleid
- 1951: Das unmögliche Mädchen (Fräulein Bimbi)
- 1952: Klettermaxe
- 1952: Liebe im Finanzamt
- 1952: Lockende Sterne
- 1953: Keine Angst vor großen Tieren
- 1953: Der Onkel aus Amerika
- 1953: Mit siebzehn beginnt das Leben
- 1953: Rote Rosen, rote Lippen, roter Wein
- 1953: Die Privatsekretärin
- 1954: Magisches Zelluloid
- 1954: Mit den Augen der Kamera
- 1954: Raub der Sabinerinnen
- 1954: Große Star-Parade
- 1954: Meine Schwester und ich
- 1954: Die Stadt ist voller Geheimnisse
- 1955: Des Teufels General
- 1955: Der falsche Adam
- 1955: Banditen der Autobahn
- 1955: Flucht in die Dolomiten
- 1955: Unternehmen Schlafsack
- 1956: Die Ehe des Dr. med. Danwitz
- 1956: Der Hauptmann von Köpenick
- 1956: Ein Herz kehrt heim
- 1956: Skandal um Dr. Vlimmen
- 1956: Spion für Deutschland
- 1957: Wetterleuchten um Maria
- 1957: Glücksritter
- 1957: Für zwei Groschen Zärtlichkeit
- 1957: Dr. Crippen lebt
- 1958: Das Mädchen vom Moorhof
- 1958: Vater, Mutter und neun Kinder
- 1958: Das haut einen Seemann doch nicht um
- 1959: Natürlich die Autofahrer
- 1959: Frau Warrens Gewerbe
- 1960: Geheimakte M (Man on a String)
- 1960: Himmel, Amor und Zwirn
- 1960: Die Bande des Schreckens
- 1961: Mein Mann, das Wirtschaftswunder
- 1961: Bei Pichler stimmt die Kasse nicht
- 1962: Leben des Galilei
- 1962: Max, der Taschendieb
- 1962: Das Testament des Dr. Mabuse
- 1962: Die Rebellion
- 1963: Heute kündigt mir mein Mann
- 1964: Das Gespenst von Canterville
- 1965: Ein Volksfeind
- 1965: Die Flasche
- 1965: Schüsse aus dem Geigenkasten
- 1967–68: Bürgerkrieg in Rußland (Fernsehmehrteiler)
- 1968: Der Reformator[3]
- 1970: Liebling, sei nicht albern!